# Aeroportul Poplar Hill
Aeroportul Poplar Hill (IATA: YHP, ICAO: CYHP) este un aeroport din Ontario, Canada ce deservește zona Poplar Hill First Nation⁠(d). Aeroportul a fost tranzitat în 2021 de 1.192 de pasageri.
Situat la o altitudine de 334 m, aeroportul dispune de o singură pistă. Este operat de Government of Ontario⁠(d).